# 疯岳撬佳人
《疯岳撬佳人》是钟少雄执导的一部中国浪漫喜剧片，岳云鹏和袁姗姗主演，中国于2017年2月14日上映。

## 剧情
讲述李帅亭追求他曾暗恋的同学、女神张子墨的爱情喜剧故事。

## 角色
| 演員   | 角色     | 備註             |
| 岳云鹏 | 李帅亭   | 男护工           |
| 袁姗姗 | 张子墨   | 女艺术家         |
| 孙坚   | 方捷     | 知名演员         |
| 石小满 | 老朱     | 瓷房子拥有者     |
| 马元   | 安然     | 科技公司总裁     |
| 汤晶媚 | 佳佳     | 科技公司总裁助理 |
| 张磊   | 高明     |                  |
| 古筝   | 燕子     |                  |
| 郭德纲 | 父亲     |                  |
| 艾伦   | 马可     | 李帅亭同学       |
| 潘斌龙 | 叮当     | 李帅亭同学       |
| 杨能   | 未知     |                  |
| 若寒   | 郭若寒   |                  |
| 孙榜   | 燕子新娘 |                  |
| 郭晓芳 | 女导演   |                  |

## 创作
这是岳云鹏首次演男一号的电影作品，他给自己打60分，岳云鹏说：“我们说相声的，都习惯说完一个包袱，观众就笑了，所以现在我比较忐忑，演电影我不知道自己演得怎么样。电影是遗憾的艺术，昨天看完片我还有很多不满意的地方，甚至都想重新再演一遍了。相比较而言，说相声我更有自信，拍电影，我还年轻。”